# Bombylisoma croaticum
Bombylisoma croaticum är en tvåvingeart som först beskrevs av Kertesz 1901.  Bombylisoma croaticum ingår i släktet Bombylisoma och familjen svävflugor. Inga underarter finns listade i Catalogue of Life.